# Internationale Stefan Zweig Gesellschaft
Die Internationale Stefan Zweig Gesellschaft (früher: Stefan-Zweig-Gesellschaft) ist eine literarische Gesellschaft in der Rechtsform eines Vereins mit Sitz in Salzburg. Ihr Ziel ist es, „die kritische Auseinandersetzung mit Leben und Werk Stefan Zweigs“ zu fördern.

## Geschichte
Die Gesellschaft wurde 1957 auf Initiative von Erich Fitzbauer mit Unterstützung von Stefan Zweigs erster Ehefrau Friderike Maria Zweig in Wien gegründet. Zu den frühen Mitgliedern zählten u. a. Max Brod, Georges Duhamel, Richard Friedenthal, Alexander Lernet-Holenia, Friedrich Torberg, Bruno Walter, Gustinus Ambrosi, Frans Masereel, Hans Fronius, Donald A. Prater. Unterstützt von den Germanisten Harry Zohn und Robert Rie entfaltete Fitzbauer eine rege Tätigkeit. Er initiierte die erste Zweig-Ausstellung, die 1961 aus Anlass von Zweigs 80. Geburtstag in Salzburg gezeigt wurde, und baute ein Archiv auf, das sich heute im Bezirksmuseum Josefstadt befindet. Von 1957 bis 1969 erschienen zudem die Blätter der Internationalen Stefan-Zweig-Gesellschaft. Fitzbauer trat 1964 von seinem Amt zurück. Nach einer längeren Unterbrechung übernahm der Wiener Verleger Arthur E. Werner den Vorsitz, verringerte jedoch die Zahl der Aktivitäten. Mitte der 1980er Jahre stellte die Gesellschaft ihre Tätigkeit schließlich ein.
Beim 1. internationalen Stefan-Zweig-Kongress in Salzburg 1992 wurde von den Tagungsteilnehmern die Wiederbelebung der Gesellschaft angeregt, was 1998 auch in die Tat umgesetzt wurde. Die Gesellschaft verlegte ihren Sitz nach Salzburg. Zum Präsidenten wurde der Germanist Klaus Zelewitz gewählt. Seither finden regelmäßig Jahrestagungen und weitere Veranstaltungen statt, teilweise in Kooperation mit anderen Institutionen. Besonders eng ist die Zusammenarbeit mit der niederländischen Stefan Zweig Gesellschaft (Stefan Zweig Genootschap Nederland). Amtierender Präsident ist Hildemar Holl. Ein Vertreter der Gesellschaft hat Einsitz im Beirat des Stefan Zweig Zentrum Salzburg. Die Gesellschaft ist außerdem Mitglied der Arbeitsgemeinschaft Literarischer Gesellschaften und Gedenkstätten.

## Aktivitäten
Die Gesellschaft organisiert Lesungen, Konzerte, Ausstellungen, Kongresse, Symposien und gibt Publikationen heraus. In loser Folge erhalten die Mitglieder bibliophile Drucke von Schriften Stefan Zweigs. Die Gesellschaft betreibt Jugendförderung durch die Verleihung eines Preises an die jahrgangsbesten Abiturienten eines Gymnasiums, die anschließend nach Salzburg eingeladen werden.